# Sota el volcà
Sota el volcà és una novel·la semi-autobiogràfica de l'escriptor anglès Malcolm Lowry publicada l'any 1947. La novel·la explica la història de Geoffrey Firmin, cònsol britànic a la ciutat de Quauhnahuac (el nom asteca de Cuernavaca), el Dia de Morts (2 de novembre) de 1938.
Lowry va començar a escriure l'obra quan tenia 26 anys i va trigar deu anys a finalitzar-la. És considerada com la seva obra mestra i com una de les majors obres de la literatura de tots els temps. L'any 1999 l'editorial Modern Library va incloure a la novel·la en el lloc onzè de la seva llista de les 100 millors novel·les en parla anglesa del segle xx.
L'acció de la novel·la transcorre l'any 1938, al Dia de Morts i narra el que esdevé a Geoffrey Firmin, un ex-cònsol britànic alcoholitzat, a la ciutat mexicana de Cuernavaca. Aquest dia l'acompanyen la seva exdona Yvonne i el seu germanastre Hugh.

## Context

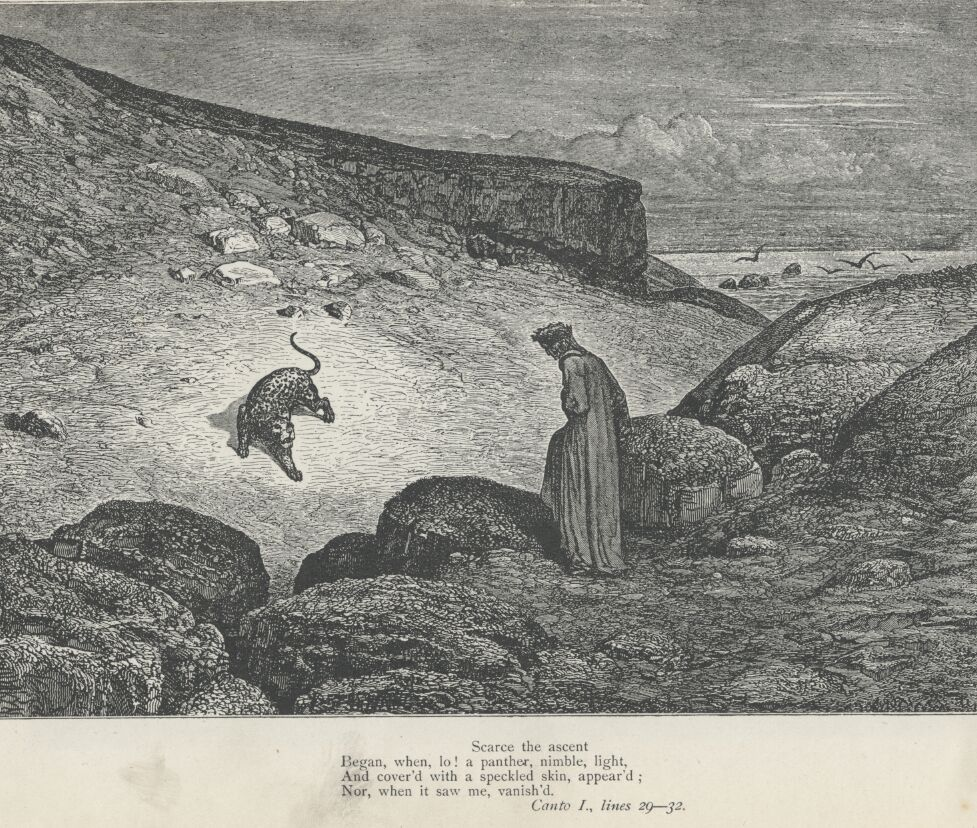
Gravat de Gustave Doré (1832-1883) representat l'Infern que va descriure Dante a la Divina Comèdia.

Sota el volcà anava a ser part d'una trilogia dividida, igual que la Divina Comèdia, a Purgatori (Lunar Caustic), Paradís (In Ballast to the White Sea) i Infern (Sota el volcà), encara que finalment el projecte es va quedar només en aquesta novel·la. l'obra va començar com un conte (Festa at Chapultepec) que l'autor va anar ampliant amb el pas dels anys. Lowry va arribar a escriure fins a tres versions prèvies del relat; l'última d'elles va ser rebutjada fins a tretze vegades per diferents editors. la versió definitiva del relat la va escriure en un bosc de la Colúmbia Britànica, on s'havia traslladat després de ser deportat de Mèxic, durant un període en el qual l'autor es va mantenir allunyat de l'alcohol. Allà vivia amb la seva segona esposa, Margerie Bonner, en una cabana que havia construït al costat del mar. Durant un incendi a la casa van desaparèixer gran part dels seus escrits, però Margerie va aconseguir rescatar el manuscrit de la novel·la.
La quarta versió de l'obra, acabada l'any 1944 durant el Nadal, va ser rebutjada de primeres per l'editor Jonathan Cape llevat que Malcolm Lowry tallés alguns capítols de la novel·la. Cape havia contractat una persona, William Plomer, perquè llegís el relat i aquest va considerar que la caracterització dels personatges era pobre i que la lectura era bastant avorrida, sobretot els capítols 1 i 6. Lowry va respondre a l'editor amb una carta on defensava la integritat de la novel·la. Finalment es va publicar als Estats Units el 19 de febrer de 1947 per l'editorial Reynal & Hitchcock i en el Regne Unit l'1 de setembre d'aquest mateix any per l'editorial Jonathan Cape.

## Personatges
- Geoffrey Firmin és l'ex-cònsol que viu a Quauhnahuac. L'excònsol va néixer a l'Índia i la seva mare va morir quan era jove. El seu pare es va casar de nou, però es va allunyar de la seva dona, el seu fill Geoffrey, i el seu fill recentment nascut Hugh, desapareixent a l'Himàlaia. La madrastra mor poc després i els nois de Firmin són enviats a Anglaterra i criats pels armadors. El seu nomenament al servei consular és una espècie de promoció lateral per tapar circumstàncies fosques, i acaba en una posició consular en una ciutat mexicana sense interessos britànics. A l'inici de la novel·la, en realitat és un excònsol: va renunciar al servei en el moment en què el Regne Unit i Mèxic van trencar les relacions diplomàtiques després de la nacionalització del president de Lázaro Cárdenas de les reserves de petroli del país. Vol escriure un llibre sobre la mitologia comparada, però el seu alcoholisme domina totes les àrees de la seva vida.
- Yvonne Constable és una antiga actriu, nascuda a Hawaii, que als 14 anys va començar una breu carrera professional al cinema, que va abandonar i no va recuperar mai. Després d'una llarga absència als Estats Units, ha tornat a Mèxic per tornar al seu matrimoni amb el cònsol. Es va casar abans i va tenir un fill, que va morir jove; potser va tenir relacions amb Hugh Firmin i Jacques Laruelle.
- Hugh Firmin, que havia interromput la seva carrera com a cantautor a Anglaterra durant un any al mar, és el mig germà de Geoffrey i un nen prodigi com Yvonne. Després de tornar a Anglaterra, es queda amb l'esquerra política i dona suport als republicans a la Guerra Civil. Visita Mèxic per informar sobre l'activitat feixista per al "Globus de Londres", i ha de sortir l'endemà per embarcar en un vaixell que porti municions a les forces del govern espanyol. Hi ha al·lusions freqüents en capítols posteriors a un assumpte anterior entre Hugh i Yvonne.
- Jacques Laruelle (conegut generalment com a "M. Laruelle"), director de cinema francès i amic de la infància del cònsol. Nascut a la zona de Moselle, es va criar a París i es va familiaritzar amb el cònsol durant l'estiu de 1911 a la platja de Courseulles-sur-Mer, al canal. Independentment del cònsol, també s'ha traslladat a Quauhnahuac, i igual que Hugh té una aventura amb Yvonne. Té 42 anys quan comença la novel·la i es prepara per sortir de Mèxic.

## Origen del títol
El títol de l'obra prové dels dos volcans mexicans Popocatépetl i Iztaccíhuatl, molt propers a la ciutat de Cuernavaca, ciutat on transcorre tota la història. Un fragment que ajuda a entendre l'origen del nom pot ser el següent:
| « | (anglès) Popocatepetl towered through the window, its immense flanks partly hidden by rolling thunderheads; its peak blocking the sky, it appeared almost right overhead, the barranca, the Farolito, directly beneath it. Under the volcano! It was not for nothing the ancients had placed Tartarus under Mt Aetna, nor within it, the monster Typhoeus, with his hundred heads and—relatively—fearful eyes and voices | Per la finestra, el Popocatépetl s'alçava amb els seus immensos flancs amagats pels tempestuosos núvols; el seu cim cobria el cel, i s'aixecava directament sobre el cap del Cònsol, i just sota la seva base estaven la barranca i El Farolito. Sota el volcà! No és en va que els antics van situar el Tàrtar sota l'Etna, i al seu interior el monstre Tifeu amb els seus cent caps i els seus ulls i veus -relativament- temibles. | » |

## Argument

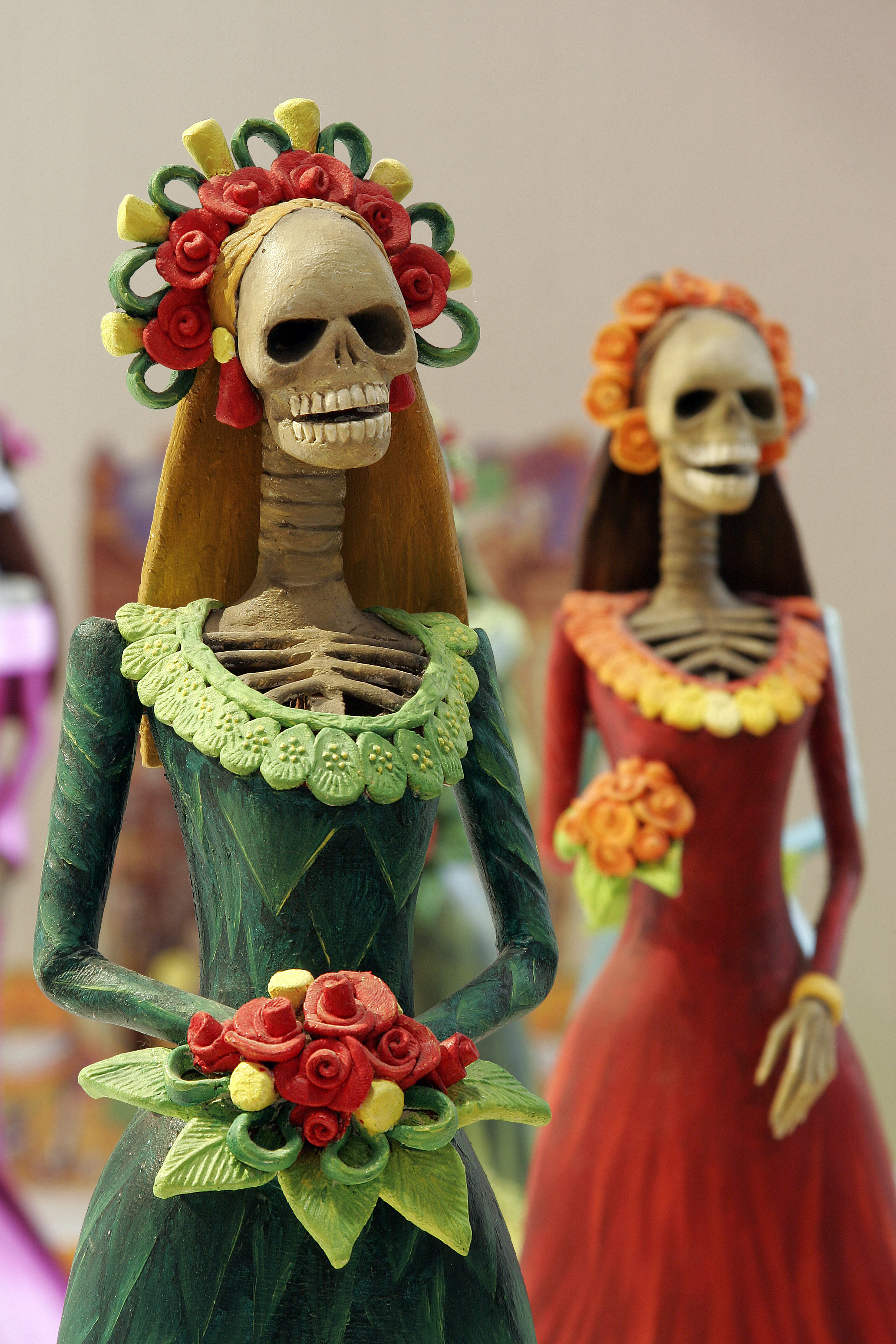
Durant el Dia de Morts esdevenen els fets narrats a Sota el volcà.

Exceptuant el primer capítol, la història esdevé l'any 1938, durant el Dia de Morts, i narra la caiguda en desgràcia de Geoffrey Firmin, un excònsol britànic alcohòlic. L'acció transcorre a la ciutat mexicana de Cuernavaca (Cuauhnáhuac en náhuatl).
El primer dels dotze capítols de què consta el llibre narra la conversa de dos amics, Jacques Larvelle i el doctor Vigil, el 2 de novembre de 1939. En ella recorden la mort d'un amic comú, l'excònsol Geoffrey Firmin, esdevinguda just un any abans. A partir d'aquí el relat recull el que va passar aquell dia.

### 2 novembre 1938
Yvonne Firmin es retroba amb Geoffrey Firmin al bar de l'hotel Bella Vista amb la intenció de salvar la seva relació, després que Yvonne l'abandonés un any abans. La trobada es produeix a les set del matí i l'excònsol ja presenta símptomes d'embriaguesa. D'allà decideixen anar a casa de Geoffrey. Durant la conversa aquest retreu de manera vetllada les infidelitats que la seva exdona va cometre, entre elles una amb el germanastre del excònsol, Hugh, que actualment resideix amb ell.

## Adaptacions

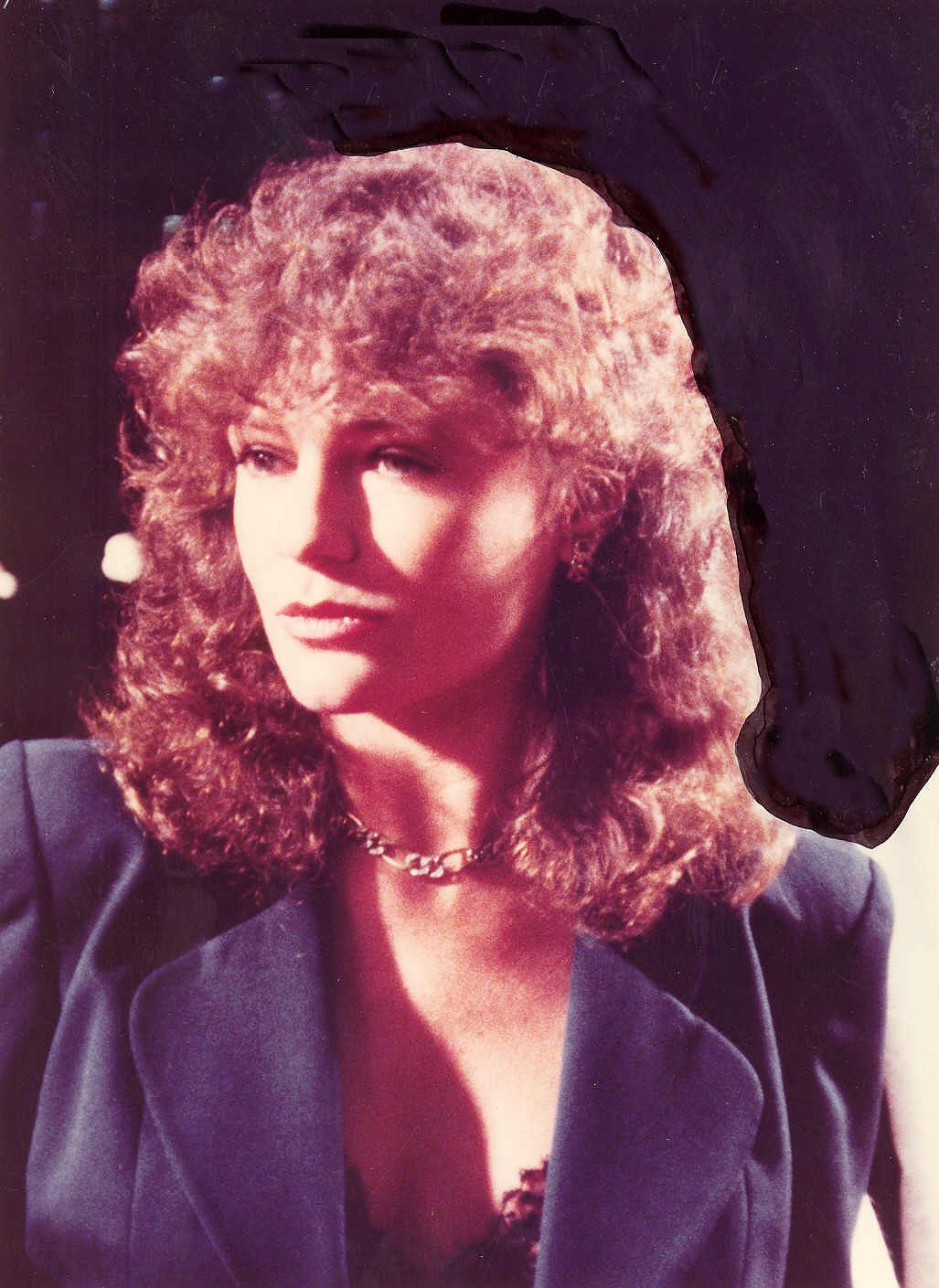
L'actriu britànica Jacqueline Bisset va interpretar a Yvonne Firmin en la pel·lícula Sota el volcà (1984).

El 1984 John Huston va rodar la pel·lícula homònima basada en la novel·la, protagonitzada per Albert Finney, Jacqueline Bisset, Anthony Andrews, Katy Jurado, Ignacio López Tarso i James Villiers. va ser candidata a dos premis Oscar (Albert Finney com a millor actor i a la millor banda sonora original) i també a la Palma d'Or del Festival de Canes.
El 2005 Ignacio Ortiz va dirigir l'adaptació Mezcal, basada en aquesta obra literària. Va ser, l'any 2006, la pel·lícula guanyadora de més guardons en la cerimònia de lliurament dels premis Ariel.
L'any 2010 el dramaturg David Hevia va realitzar una versió teatral de l'obra, de títol Pel gust de morir sota el volcà . a més dels personatges que ja apareixen a la novel·la, Hevia incorpora al mateix autor d'aquest, Malcolm Lowry.